# District Council of Streaky Bay
Streaky Bay är ett distrikt i Australien. Den ligger i delstaten South Australia, omkring 450 kilometer nordväst om delstatshuvudstaden Adelaide. Antalet invånare är 2 047.
Följande samhällen finns i Streaky Bay:
- Streaky Bay
- Sceale Bay
- Wirrulla
- Poochera